# 山崎哲男
山崎 哲男（やまざき てつお、1982年6月20日 - ）は、香川県仲多度郡多度津町出身の元バスケットボール選手である。2006-2007年シーズン、bjリーグの高松ファイブアローズに所属し、シーズン終了後の2007年に引退した。ポジションはフォワード。

## 来歴
小学6年生のときにバスケットボールを始める。香川県立善通寺第一高等学校2年生の時、インターハイに出場。信州大学在学時に長野県選抜に選出され、国民体育大会に出場。
2005年に新潟アルビレックスA2入団。2006年、この年bjリーグに参入した高松ファイブアローズのチームトライアウトに合格して入団。2007年退団。
引退後は一般企業へ就職した後、2012年春より香川県警察の警察官になった。